# Ferroelektrische Flüssigkristallanzeige
Ferroelektrische Flüssigkristallanzeigen (englisch ferroelectric liquid crystal display, FLCD) sind Anzeigen auf der Basis von ferroelektrischen Flüssigkristallen.
Diese Anzeigen zeichnen sich durch bistabile Eigenschaften aus, das heißt, dass die in die Anzeige geschriebene Information auch nach dem Entfernen des elektrischen Feldes behalten. Als Flüssigkristalle werden Materialien mit ausgeprägten smektischen C*-Phasen verwendet. 
Die Schaltzeiten der Anzeigen liegen im Bereich von etwa 100 µs und sind deutlich kürzer als bei konventionellen TN-Zellen.